# ピープル・ゲット・レディ
「ピープル・ゲット・レディ」(People Get Ready)は、アメリカ合衆国のR&Bグループ、インプレッションズが1965年に発表した楽曲。作詞・作曲はメンバーのカーティス・メイフィールドにより、歌詞は公民権運動を題材としている。アルバム『ピープル・ゲット・レディ』（1965年）からシングル・カットされた。

## 背景
ゴスペルからの影響を反映して作られた曲で、メイフィールド自身は1993年のインタビューにおいて「僕が書いてきた幾つかのゴスペル・ソングは、単にゴスペルとみなされるかもしれないけど、例えば"People Get Ready"のように、僕自身はより神霊感応的な曲と捉えていた」と語っている。メイフィールドはソロ転向後のライヴでも「ピープル・ゲット・レディ」を歌っており、アルバム『カーティス/ライヴ!』（1971年）には1971年1月のニューヨーク公演の音源が収録された。

## 反響・評価
アメリカのBillboard Hot 100では14位、『ビルボード』のR&Bシングル・チャートでは3位を記録し、更に、シングルB面に収録された「アイヴ・ビーン・トライング」もR&Bシングル・チャート入りして最高35位を記録。また、シカゴではリリースから間もなく、本作が多数の教会で歌集に加えられた。
本作は1998年にグラミーの殿堂入りを果たした。『ローリング・ストーン』誌が選出したオールタイム・グレイテスト・ソング500では24位、『ニュー・ミュージカル・エクスプレス』誌が選出した「1960年代のベスト・トラック100」では51位にランク・イン。

## 他メディアでの使用例
- インプレッションズによるオリジナル・ヴァージョンは、『ゲット・オン・ザ・バス』（1996年公開）[9]、『グローリー・ロード』（2006年）[10]といった映画のサウンドトラックで使用された。
- SF漫画『EDEN 〜It's an Endless World!〜』（1997年 - 2008年）第一話にてジャケットが使用された。また最終巻では物語とシンクロさせる形で歌詞の日本語訳も使用された。

## カヴァー

### ジェフ・ベック&ロッド・スチュワート
ジェフ・ベックとロッド・スチュワートが録音した「ピープル・ゲット・レディ」のカヴァーは、ベックのアルバム『フラッシュ』（1985年）に収録され、シングル・カットされた。カーマイン・アピス（ベック・ボガート & アピスでベックと共演した後、スチュワートのバンドでも活動）とデュアン・ヒッチングス（スチュワートのバンドのキーボーディスト）がアレンジやレコーディングに協力しており、アピスによれば、ベックのヴァージョンで追加されたギター・リフはヒッチングスのアイディアとのことである。完成されたヴァージョンでは、アピスはドラムマシンのプログラミングを担当し、更にアピスの声のサンプリングがバックグラウンド・ボーカルとして使用されている。1992年には、カップリング曲を「トレイン・ケプト・ア・ローリン」（映画『ツインズ』のサウンドトラックに提供された1988年の録音）に変更したイギリス盤シングルもリリースされ、同年に全英シングルチャートでオリジナル・リリース時を上回る49位を記録した。
スチュワートは1993年2月5日、MTVアンプラグドの撮影を行った際に「ピープル・ゲット・レディ」を歌唱した。その模様はMTVでオン・エアされたのに加えて、ライヴ・アルバム『アンプラグド』にも収録され、シングル・カットもされている。スチュワートは更に、ハリケーン・カトリーナの被災者支援を目的としたチャリティ・アルバム『Hurricane Relief: Come Together Now』（2005年）に、ジェリー・ローソン&トーク・オブ・ザ・タウンとコラボレーションした「ピープル・ゲット・レディ」のゴスペル・ヴァージョンを提供した。
また、「ピープル・ゲット・レディ」はベックのライヴでも度々演奏され、ライヴ・アルバム『ライヴ・ベック!』（2003年）にはインストゥルメンタル・ヴァージョン、映像作品『ライヴ・アット・ロニー・スコッツ・クラブ』（2009年）にはジョス・ストーンのボーカルをフィーチャーしたヴァージョンが収録された。

### その他の主なカヴァー
- エヴァリー・ブラザース - アルバム『Beat & Soul』（1965年）に収録[22]。
- ウォーカー・ブラザーズ - イギリス盤アルバム『Portrait』（1966年）[23]、日本盤LP『セカンド・アルバム』（1967年、SFL-7328）[24]に収録。
- ヴァニラ・ファッジ - アルバム『キープ・ミー・ハンギング・オン』（1967年／原題：Vanilla Fudge）に収録[25]。
- ボブ・ディラン - 1967年夏に録音し、2014年発売の未発表音源集『ザ・ベースメント・テープス・コンプリート:ブートレッグ・シリーズ第11集』に収録[26]。
- アレサ・フランクリン - アルバム『レディ・ソウル』（1968年）に収録[27]。
- ディオンヌ・ワーウィック - アルバム『Soulful』（1969年）に収録[28]。
- ペトゥラ・クラーク - アルバム『Memphis』（1970年）に収録[29]。
- カーティス・メイフィールド - アルバム『カーティス/ライヴ!』（1971年）でセルフ・カバー。
- ボブ・マーリー - アルバム『エクソダス』（1977年）に、自作曲「ワン・ラヴ」（1965年にウェイラーズ名義で発表した曲のリメイク）と本作からの引用を合わせた「ワン・ラヴ/ピープル・ゲット・レディ」を収録[30]。
- アル・グリーン - アルバム『Higher Plane』（1981年）に、マージー・ジョセフ（英語版）とのデュエットによるカヴァーを収録[31]。
- メイシオ・パーカー - アルバム『Roots Revisited』（1990年）に収録[32]。
- ミーターズ - アルバム『The Meters Jam』（1992年）に収録[33]。
- デイヴィッド・サンボーン&ジョナサン・サンボーン - トリビュート・アルバム『People Get Ready: A Ttibute to Curtis Mayfield』（1993年）に提供[34]。
- ヒューマン・ネイチャー（英語版） - アルバム『テリング・エヴリバディ』（1997年）に収録[35]。母国オーストラリアではシングル・カットされ、シングル・チャートで35位を記録[36]。
- TAKE 6 - アルバム『ビューティフル・ワールド』（2002年）に収録[37]。
- アーロン・ネヴィル - カヴァー・アルバム『ソウル・クラシックを歌う』（2006年）に、アート・ネヴィルとデイヴィッド・サンボーンをフィーチャード・ゲストとして迎えたカヴァーを収録[38]。
- シール - カヴァー・アルバム『Soul』（2008年）に収録[39]。
- ハナレグミ - アルバム『あいのわ』（2009年）に、日本語詞も含むカヴァーを収録[40]。
- 綾戸智恵 - アルバム『Prayer』（2011年）に収録[41]。